# Адальберт Фердинанд Прусський
Принц Адальберт Фердинанд Беренгар Віктор Прусський (нім. Adalbert Ferdinand Berengar Viktor von Preußen; 14 липня 1884, Потсдам, Німецька імперія — 22 вересня 1948, Ла-Тур-де-Пейльц, Швейцарія) — німецький офіцер, майор Прусської армії і корветтен-капітан крігсмаріне.

## Біографія
Третій син імператора Вільгельма II і імператриці Августи Вікторії. Названий на честь адмірала принца Адальберта (1811—1873), племінника імператора Вільгельма I. З народження йому прищеплювали любов до моря. Навчався в Плене, потім в Кільській військово-морській школі.
З серпня 1901 року по березень 1902 року здійснив навчальний похід по Середземному морю на корветі «Шарлотта». Похід передбачав і дипломатичні заходи: в Стамбулі, принц провів 6 днів за прийомами в султана і урочистими обідами. В далеких морських походах представляв імператора в іноземних державах, зокрема, в Греції та Китаї. Проживав в Кілі, на скромній віллі Зеелюст.
В ході Першої світової війни служив на лінійному кораблі «Принц-регент Луїтпольд», також брав участь в сухопутних боях у Фландрії. Перед вищим морським командуванням Адальберт лобіював військово-морські погляди Гуго фон Поля. З травня 1917 по березень 1918 року був командиром легкого крейсера «Данциг», на якому служив ще до війни, потім був призначений командиром нового легкого крейсера «Дрезден 2», яким командував до кінця війни. Закінчив війну, командуючи фландрійською флотилією міноносців.
Навесні 1919 року покинув Кіль і переїхав в маєток в Бад-Гомбургу. У 1928 році остаточно покинув Німеччину і переїхав разом з дружиною до Швейцарії, де вони проживали під іменами графа і графині фон Лінген. У політичному житті участі не брав. Не підтримував нацистів.

## Сім'я

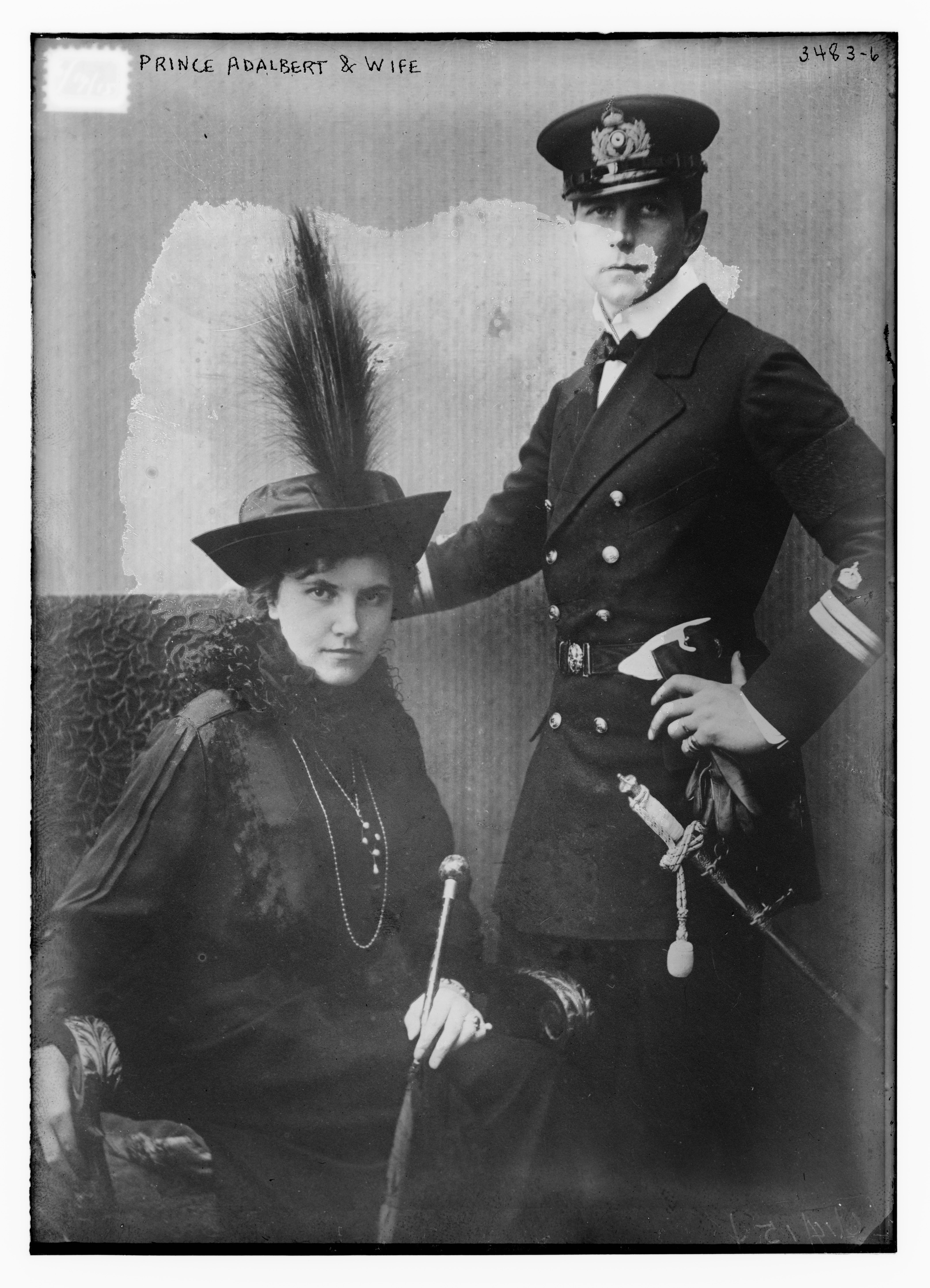
Принц Адальберт з дружиною.

3 серпня 1914 року одружився з принцесою Адельгейдою Саксен-Мейнінгенською. В пари народились 3 дітей
- Вікторія Марина (4 вересня 1915) — померла через кілька годин після народження.
- Вікторія Марина (11 вересня 1917 — 22 грудня 1981), була одружена з Кірбі Петерсоном (24 липня 1907 — 4 червня 1984), від якого мала 3 дітей.
- Вільгельм Віктор (15 лютого 1919 — 7 лютого 1989), одружився з Марією-Антуанеттою, уродженою графинею Гойос (27 червня 1920 — 1 березня 2004), в шлюбі народились 2 дітей.

## Нагороди
- Орден Чорного орла з ланцюгом
- Орден Червоного орла, великий хрест з короною
- Орден Корони (Пруссія) 1-го класу
- Королівський орден дому Гогенцоллернів, великий командорський хрест
- Князівський орден дому Гогенцоллернів, почесний хрест 1-го класу
- Столітня медаль
- Орден Вендської корони, великий хрест з короною в руді
- Орден Білого Сокола, великий хрест
- Орден Вірності (Баден)
- Орден Бертольда I, великий хрест
- Орден Людвіга (Гессен), великий хрест
- Орден Заслуг герцога Петра-Фрідріха-Людвіга, великий хрест із золотою короною
- Орден Рутової корони
- Орден дому Саксен-Ернестіне, великий хрест
- Орден Вюртемберзької корони, великий хрест з мечами
- Вищий орден Святого Благовіщення (Королівство Італія)
- Орден Святих Маврикія та Лазаря, великий хрест (Королівство Італія)
- Орден Корони Італії, великий хрест
- Орден Нідерландського лева, великий хрест
- Королівський угорський орден Святого Стефана, великий хрест (Австро-Угорщина)
- Орден Вежі й Меча, великий хрест (Португальське королівство)
- Орден Корони Румунії, великий хрест
- Орден Андрія Первозванного (Російська імперія)
- Орден Святого Олександра Невського (Російська імперія)
- Орден Слави (Османська імперія) (21 жовтня 1901)
- Золота медаль «Ліакат» (Османська імперія; 21 жовтня 1901)
- Орден «Османіє» 1-го ступеня (Османська імперія)
- Орден Діамантової зірки Занзібару, великий хрест
- Орден хризантеми з великою стрічкою (Японська імперія)
- Орден Слона (Данія)
- Орден Серафимів (Швеція)
- Залізний хрест 2-го і 1-го класу
- Ганзейський Хрест (Бремен)
- Військовий Хрест Фрідріха-Августа (Ольденбург) 2-го і 1-го класу
- Золота і срібна медаль «Імтияз» (Османська імперія)

## Галерея

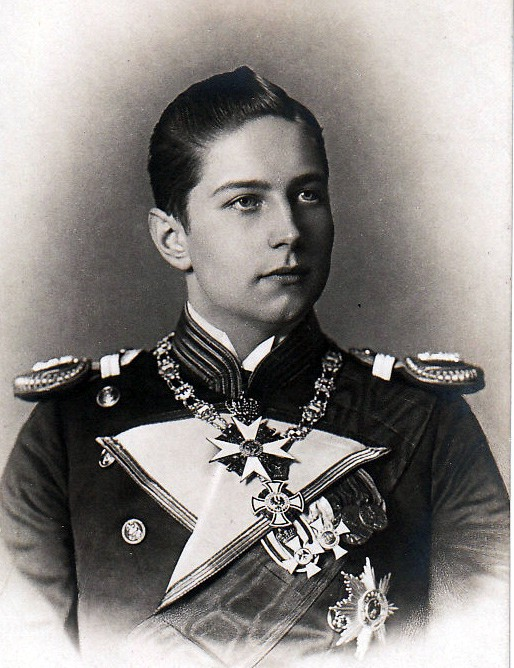
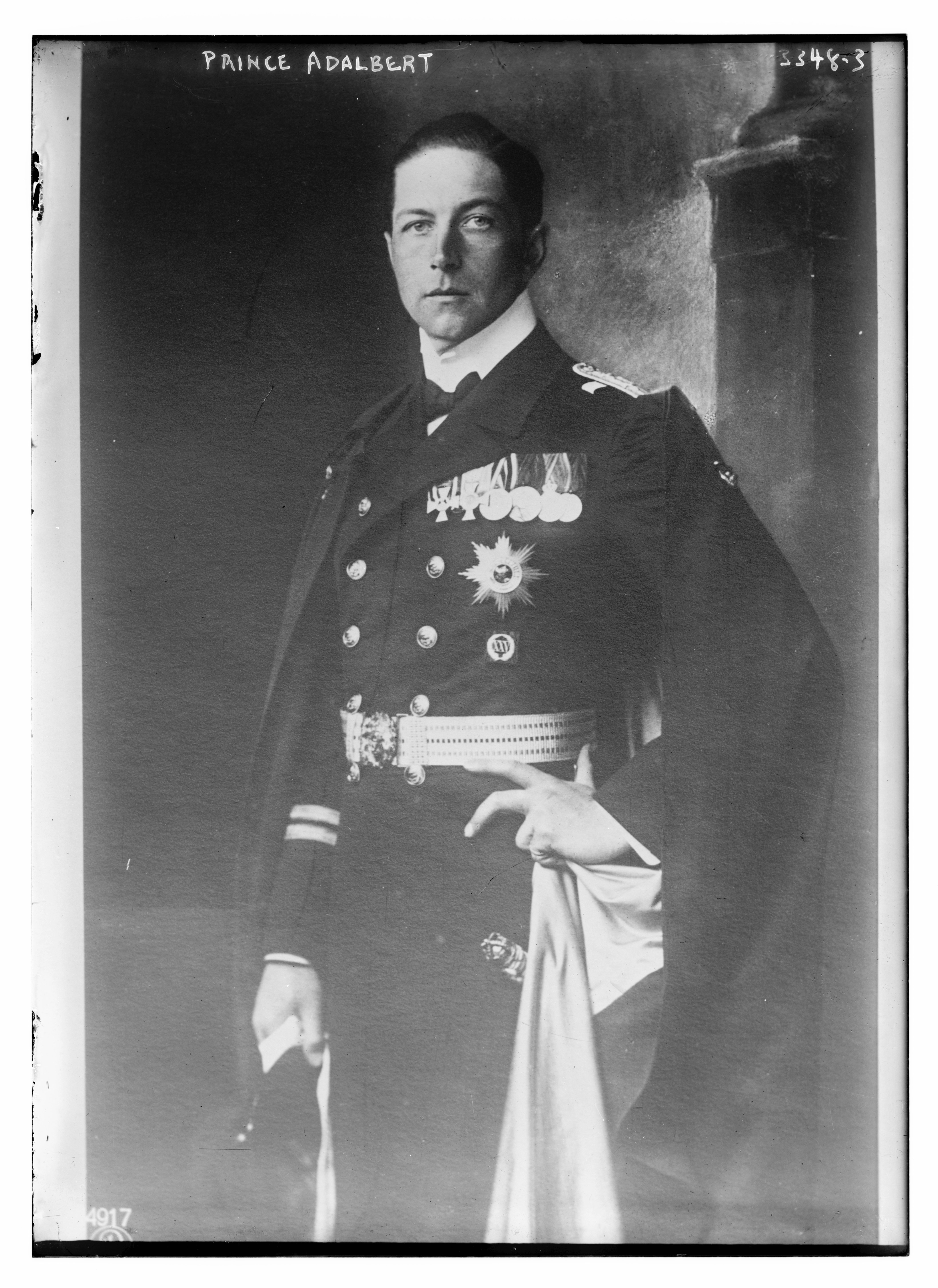